# Chiesa di Santa Maria della Stella (Alcamo)
La chiesa di Santa Maria della Stella (originariamente chiamata Santa Maria della Misericordia) è una chiesa ormai ridotta in rudere e totalmente abbandonata che si trova ad Alcamo, nella provincia di Trapani. Più precisamente, è ubicata nell'antico rione di San Vito (o della fontana).

## Storia
Secondo un'iscrizione del secolo XVII, riportata in corrispondenza dell'angolo inferiore destro dell'affresco di Santa Maria della Stella (oggi collocato all'interno della Chiesa di Santa Maria del Rosario o di san Domenico), la chiesa di Santa Maria della Stella fu edificata prima del 1130, in concomitanza con l'ampliamento urbanistico del casale di Alcamo verso nord.
Nel 1221 la chiesa venne ingrandita dagli antenati delle famiglie De Ballis, Comes, Gentilis e Maurici. Venne poi consacrata come chiesa madre di Alcamo nel maggio del 1313 dal vescovo della diocesi di Mazara Gotofredo Roncione, nel giorno dell'Ascensione.
Successivamente il centro della città si spostò più a sud, per cui nel 1332 si iniziò la costruzione della nuova chiesa madre dedicata a Santa Maria Assunta, che terminò nel 1402; nello stesso anno dunque terminò la dedicazione della chiesa di Santa Maria della Stella come chiesa madre.
Nel XV secolo la famiglia Comes e Gentiles assegnò ai padri Domenicani il terreno adiacente alla chiesa per costruirvi un convento, con giardino e orto. Nel 1427 il domenicano padre Geremia viene ad Alcamo per visitare i conventi e stabilire una riforma generale.
Nel 1604 la confraternita del Rosario si associò ai domenicani e insieme stabilirono di festeggiare a proprie spese il giorno festivo in onore della Madonna del Rosario. Constatata la distanza che separava il convento dal centro abitato, i padri pensarono di costruire un nuovo convento ed una nuova chiesa dedicata alla Madonna del Rosario nell'attuale sede della via Giovanni Amendola, abbandonando il vecchio convento nel 1660. Nel 1661 trasferirono dunque nella chiesa del Rosario l'immagine della Madonna della Stella con tutto il muro.

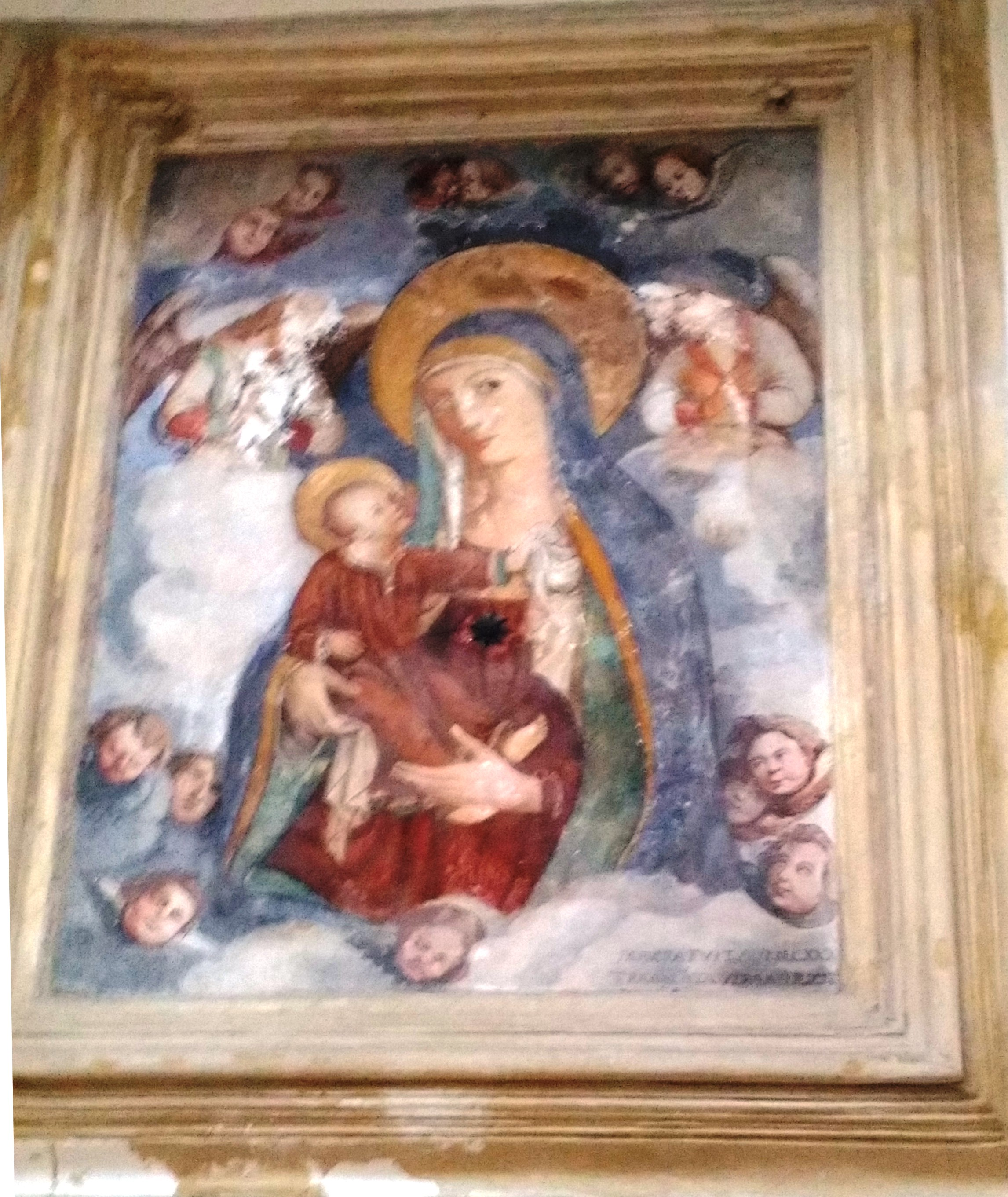
Santa Maria della Stella

Nel 1706 i gesuiti chiesero ai giurati della città la concessione dell'ex convento dei domenicani (detto "il vecchio" e ridotto in deplorevole stato di abbandono) per potervi fare una casa di ritiro spirituale, dove praticare gli esercizi di "Sant'Ignazio di Loyola". L'ex convento, una volta ristrutturato, poteva ospitare 40 persone e da quel momento venne chiamato "il Ritiro" dagli alcamesi.

## Opere

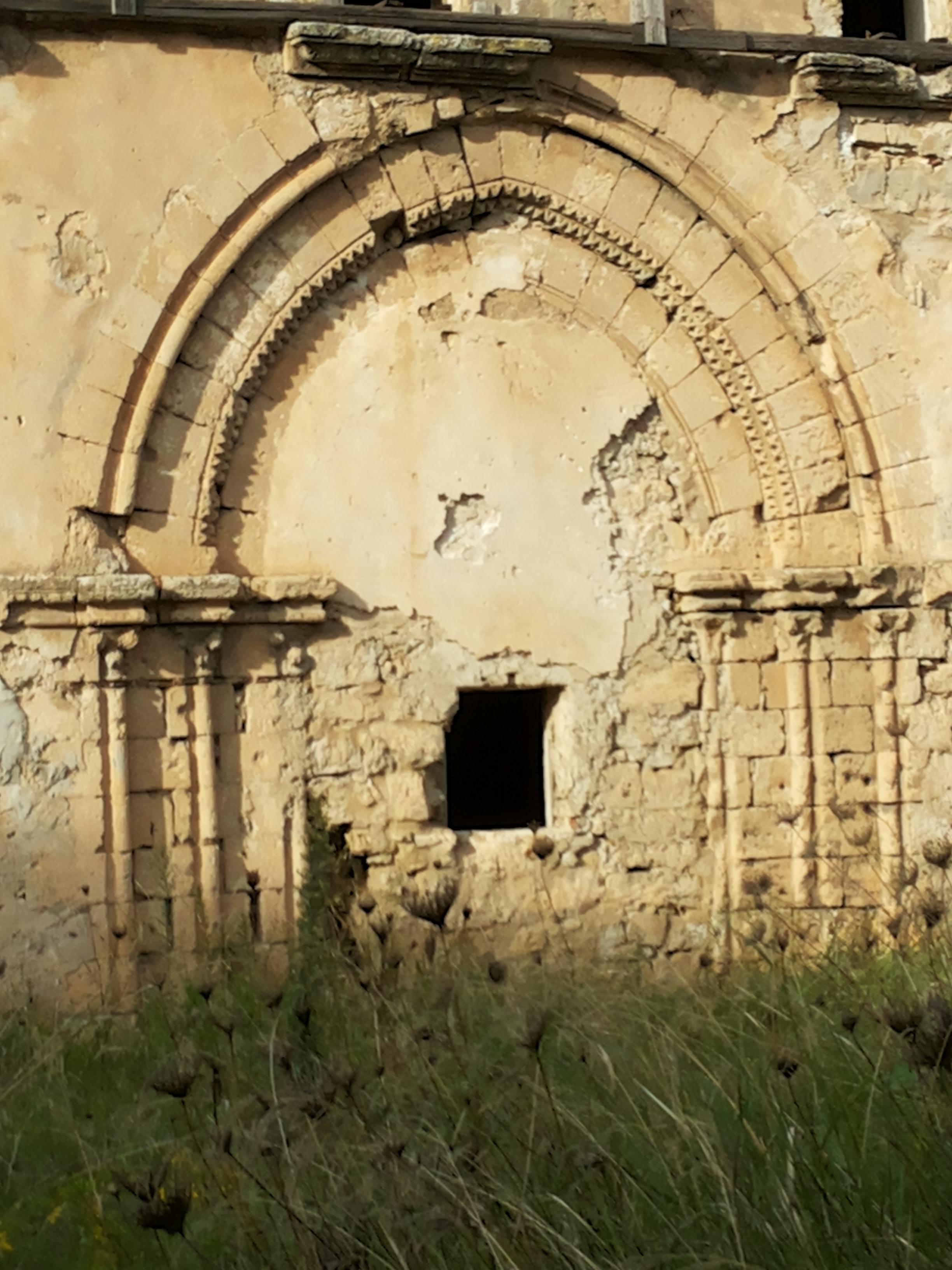
Il portale ad arco acuto della chiesa di Santa Maria della Stella.

Di questa antica costruzione rimane il suo unico portale in calcarenite travertinoide di stile trecentesco, con arco a sesto acuto nello stile gotico-chiaramontano. Secondo un atto notarile del 1582, il portale della chiesa fu costruito originariamente all'inizio del XIV secolo. Successivamente la chiesa passò alla famiglia Diana, che sostituì il vecchio portale con quello attuale; in questo modo si spiega la presenza dello stemma dei Diana in corrispondenza della sommità di uno dei capitelli ai lati del portale. Dunque il portale attuale risalirebbe tra la seconda metà del XIV secolo e i primi del XV secolo.
Il dipinto della Madonna della Stella, affresco che era contenuto al suo interno, è attribuito a Tommaso De Vigilia da Gioacchino Di Marzo e secondo lo stesso storico risalirebbe al 1464. Rappresenta la Vergine con in braccio il bambino Gesù in atto di allontanare con una mano il velo che le copre il seno. Gli angeli che la circondano sono stati aggiunti successivamente; l'immagine reca la scritta in basso a destra "dipinto nel 1130". Nel 1661 tale dipinto fu portato nella chiesa del Rosario. Esso risulta molto danneggiato, sbiadito e mancante di un occhio.

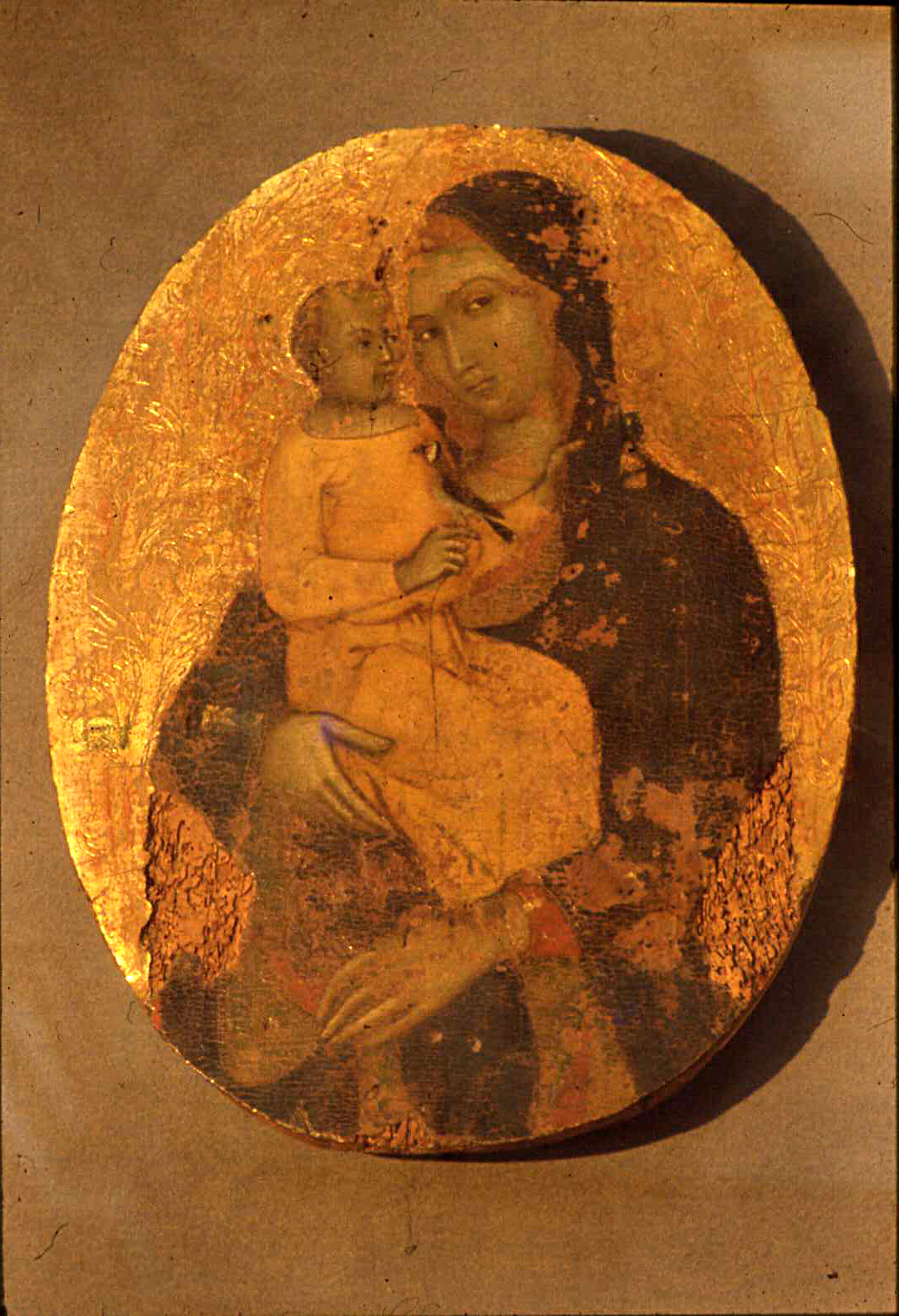
Dipinto della Madonna del Miele, custodito nella chiesa dei Santi Paolo e Bartolomeo.

Era inoltre presente all'interno della chiesa il dipinto della Madonna del Miele del 1300 che fu trasferito nella chiesa dei Santi Paolo e Bartolomeo. Tale dipinto è attribuito a Barnaba da Modena ed è considerato il più antico dipinto presente ad Alcamo.

## Convento
Ventisettesima istituzione dell'ordine in terra di Sicilia fondata nell'anno 1509.